# Nymphenburger Gespräche
Die Nymphenburger Gespräche sind ein ideeller Zusammenschluss verschiedener Gruppen und Personen für interkulturellen und interreligiösen Dialog, gegründet 2007 in München.

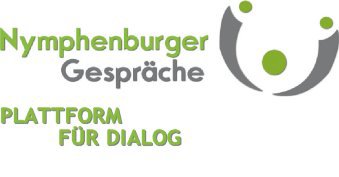
Logo der Nymphenburger Gespräche

## Organisation
Das Organisationskomitee setzt sich aus Vertreterinnen und Vertretern der kooperierenden Gruppen und Personen zusammen. Seine Mitglieder vertreten unterschiedliche religiöse und kulturelle Traditionen. Die Mitglieder des Organisationskomitees sind aktuell (Stand: Juli 2024):
- Mehmed Celik (Interkulturelles Dialogzentrum München e.V.)
- Ralph Deja (Ehrenmitglied des Organisationskomitees)
- Barbara Hepp (Evangelische Stadtakademie München)
- Matthias Peterhoff (Evangelische Stadtakademie München)
- Karin Hildebrand (Freunde Abrahams e.V.)
- Robert Mucha (Münchner Volkshochschule – Programmbereich Philosophie & Religionen)
- Mehmet Pekince (Interkulturelles Dialogzentrum München e.V.)
- Andreas Renz (Erzbischöfliches Ordinariat München – Fachbereich Dialog der Religionen)
- Gabriela Schneider (Liberale jüdische Gemeinde München Beth Shalom)
- Celeste Schüler (Liberale jüdische Gemeinde München Beth Shalom)
- Bayram Türksezer (Interkulturelles Dialogzentrum München e.V.)

Frühere Mitglieder des Organisationskomitees waren:
- Stefan Jakob Wimmer (Freunde Abrahams e.V.), bis 2023
- Jutta Höcht-Stöhr (Evangelische Stadtakademie München[1]), bis 2021
- Isa Güzel (Interkulturelles Dialogzentrum München e.V.), bis 2020
- Matthias von Sarnowski (Stelle für interkulturelle Arbeit der LH München), bis 2019
- Antje Herbst (Stelle für interkulturelle Arbeit der LH München), bis 2016
- Margret Spohn (Stelle für interkulturelle Arbeit der LH München), bis 2015
- Stephan Leimgruber (Lehrstuhl für Religionspädagogik LMU), bis 2014

Schirmherr der Nymphenburger Gespräche ist Franz Herzog von Bayern, der Chef des Hauses Wittelsbach.

## Programm
Die Veranstaltungen im Rahmen der Nymphenburger Gespräche finden im Umfeld von Schloss Nymphenburg, aber auch in anderen Veranstaltungsorten in München, wie z. B. im Großen Sitzungssaal des Neuen Rathauses, in der Münchner Residenz, im Künstlerhaus, im Hauptgebäude der Ludwig-Maximilians-Universität, u. a. statt. Zu den Referenten gehörten bisher Alois Glück (damaliger Präsident des Bayerischen Landtags), Ercan Karakoyun (Stadtsoziologe und Geschäftsleiter FID Berlin), Jörg Lau (Journalist „Die Zeit“), Marian Offman (damaliger Vizepräsident der Israelitischen Kultusgemeinde München und Oberbayern), Benjamin Idriz (Imam, Zentrum für Islam in Europa – München (ZIE-M)), Cem Özdemir (MdEP, Bündnis 90/Die Grünen), Mustafa Cerić (Großmufti von Bosnien und Herzegowina), Matthias Drobinski (Journalist, „Süddeutsche Zeitung“), Navid Kermani (Journalist und Schriftsteller), Eric Nelson (Generalkonsul der USA), Dirk Ippen  (Verleger „Münchner Merkur“), Jakob Finci (Präsident der Jüdischen Gemeinschaft von Bosnien und Herzegowina und Botschafter von Bosnien und Herzegowina in der Schweiz), Mathias Rohe (Richter a.D und Islamwissenschaftler, Universität Erlangen), Thomas Michel SJ (Washington und Päpstlicher Rat für den interreligiösen Dialog, Vatikan), Rainer Hermann (Abu Dhabi, Redakteur „Frankfurter Allgemeine“), Leonid R. Sykiainen (Jurist und Orientalist, Universität Moskau), Savas Genc (Politologe, Universität Istanbul), Ruprecht Polenz (MdB, CDU), Christel Morehouse (Bertelsmann Stiftung), Hamed Abdel-Samad (Autor), Ahmad Milad Karimi (Islamwissenschaftler), Ilija Trojanow (Autor), u. a. – Zum fünften Jubiläum wurde am 21. November 2012 eine Podiumsveranstaltung im Münchner Künstlerhaus mit den Spitzenkandidaten der Landtagswahl 2013 zur Frage nach „Migration, Integration und Willkommenskultur“ veranstaltet. Seit 2014 werden in der Veranstaltungsreihe „Die neuen Gesichter Deutschlands“ Personen wie Timofey Neshitov (Journalist), Aylin Aykan (Pianistin), Lamya Kaddor (muslim. Religionspädagogin), Ahmad Mansour (Psychologe und Autor) u. a. vorgestellt.

## Selbstverständnis
Nach eigener Darstellung liegen „Grundlage und Voraussetzung für die Nymphenburger Gespräche in der Wahrnehmung gesellschaftlicher Verantwortung, die im entschiedenen Engagement für ein friedliches Miteinander der unterschiedlichen Gruppierungen in der Gesellschaft konkret wird. ... Probleme unserer Gesellschaft sind herkunfts-, religions- und kulturunabhängig. Die Nymphenburger Gespräche wollen insbesondere dazu beitragen, das gesellschaftliche Miteinander unterschiedlicher kultureller, religiöser und ethnischer Gruppierungen zu fördern, das Gespräch solcher Gruppierungen miteinander in Gang zu bringen und in Gang zu halten und konkrete Lösungsmöglichkeiten der Probleme auf dem Weg dahin zu diskutieren, vorzuschlagen und der Verwirklichung näher zu bringen. Die gemeinsamen Werte, die alle Menschen einigen, nämlich das Ethos der Humanität, stellen die Basis dieser Bemühungen dar.“
Als Zielsetzung wird formuliert:
"Oberstes  Ziel der Nymphenburger Gespräche ist es, als Impulsgeber für die Multiplikatoren des interkulturellen und interreligiösen Dialogs zu dienen, die zum Ziel haben, das friedliche Zusammenleben zwischen Angehörigen von unterschiedlichen Kulturen, Religionen und Nationen zu fördern und das Bewusstsein über die gemeinsamen Werte in der Gesellschaft zu stärken. Die Nymphenburger Gespräche sollen dazu beitragen, dass die kulturelle und religiöse Vielfalt als Bereicherung empfunden und diese Vielfalt innerhalb unserer Stadt München voll zur Geltung gebracht wird.
Dabei verkennen wir nicht die gefährlichen Tendenzen, die unsere Gesellschaft zu spalten drohen: Dialogverweigerung, gegenseitige Abgrenzung und Ausgrenzung, religiös begründete Unverträglichkeit der Kulturen und Traditionen, Bewahrung der eigenen Identität durch Verteufelung der anderen. Genau diesen Tendenzen wollen die Nymphenburger Gespräche entgegenwirken. Es gibt keine vernünftige Alternative zum Dialog."

## Belege
1. ↑  jungeakademie.de (Memento vom 3. August 2012 im Webarchiv archive.today)
2. ↑  Kleine Schritte der Annäherung. In: sueddeutsche.de. 17. Mai 2010, abgerufen am 9. September 2018.
3. ↑  http://www.nymphenburger-gespraeche.de/archiv.html
4. 1 2  www.nymphenburger-gespraeche.de/anspruch.html